# Les Moulins
Les Moulins (AFI: [(lɛ)mulɛ̃], significando Los Molinos en francés) es un municipio regional de condado (MRC) de la provincia de Quebec en Canadá. Este MRC está ubicado en la región de Lanaudière. La sede y ciudad más poblada es Terrebonne.

## Geografía

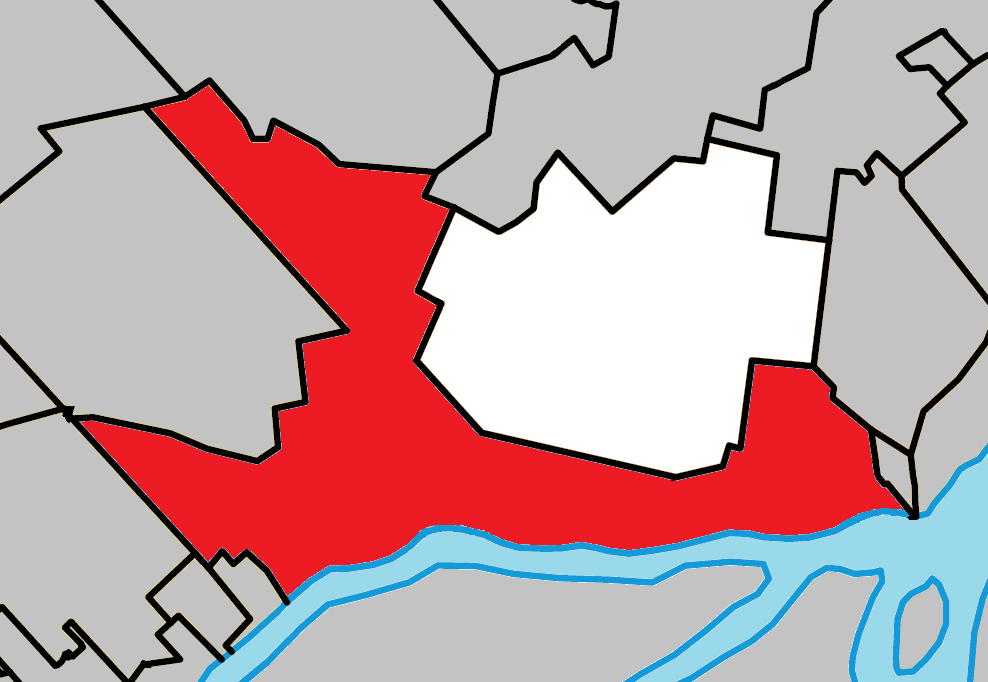
Territorio del MRC de Les Moulins, en roja Terrebonne

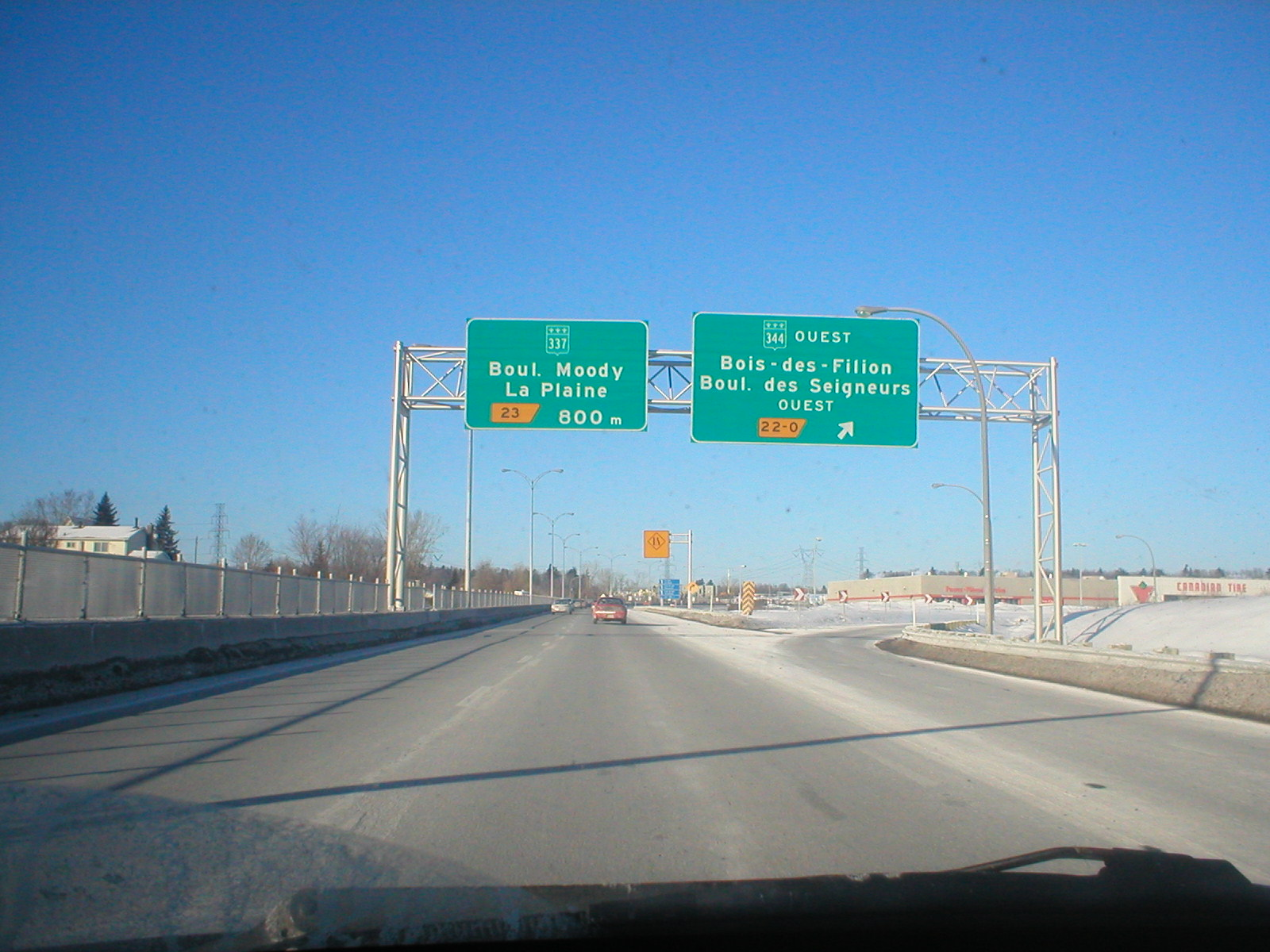
Autopista 25

El municipio regional de condado de Les Moulins ocupa la parte suroeste de la región de Lanaudière, al norte de las ciudades de Montreal y Laval, por la orilla norte de la rivière des Mille Îles. Los MRC limítrofes o territorios equivalentes son Thérèse-De Blainville al oeste, La Rivière-du-Nord al noroeste, Montcalm al norte y L’Assomption al este así como Laval y Montreal al sur en la orilla opuesta de la rivière des Mille Îles. El MRC está ubicado en la planicie del San Lorenzo. El Río Mascouche, afluente de la rivière des Mille Îles, baña el territorio.

## Historia

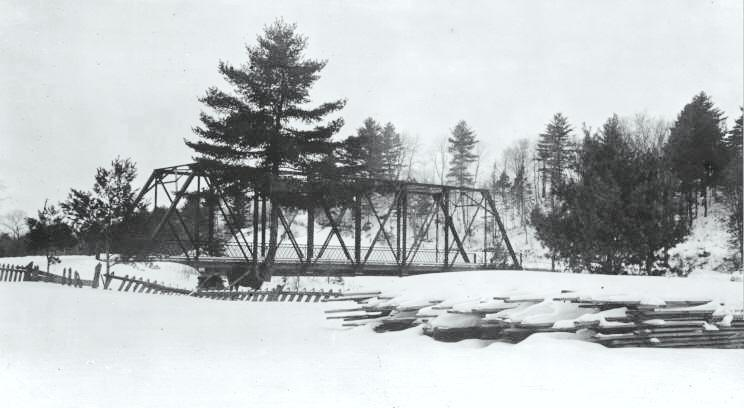
Puente del Rápido en Mascouche hacia 1910

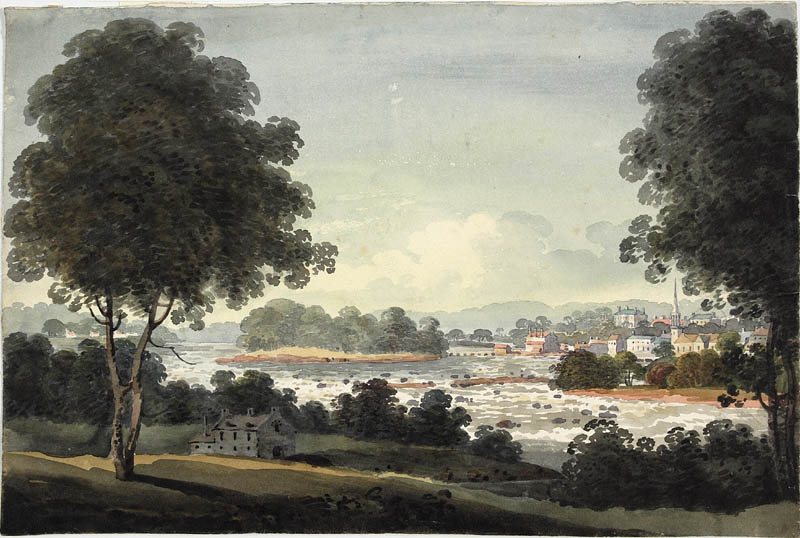
Terrebonne en 1810

Un molino fue construido en la Isla de Les Moulins en 1707 en la época de Nueva Francia. El MRC fue creado en 1982 con partes de territorios del antiguos condados de Terrebonne y de L’Assomption. Los municipios fueron entonces La Plaine, Terrebonne, Lachenaie y Mascouche. El topónimo del MRC recuerda los numerosos molinos que han existido en la isla de mismo nombre durante su historia. En 2001, los municipios de La Plaine, Lachenaie y Terrebonne han coaligado en el nuevo municipio de Terrebonne.

## Política
Los dos municipios del MRC son inclusos en la Communidad metropolitana de Montreal. El MRC forma parte de las circunscripciones electorales de L'Assomption, Masson y Terrebonne a nivel provincial y de Montcalm y Terrebonne-Blainville a nivel federal.

## Demografía
Según el Censo de Canadá de 2011, había 148 813 personas residiendo en este MRC con una densidad de población de 68,0 hab./km². La población ha aumentado de 15,8 % entre 2006 y 2011. El número de inmuebles particulares ocupados por residentes habituales resultó de 55 177 aunque su número total es 56 572. La población es mayoritariamente de origen francófona.

## Economía
La economía local consta de pequeña industria de fabricación.

## Componentes
Hay 2 municipios en el MRC de Les Moulins.
| Código | Nombre      | Tipo   | Fecha de constitución | Área total (km²) | Área agua (km²) | Área tierra (km²) | Población 2013 | Gentilicio (en francés) | Densidad (hab./km²) | DT | Número de concejales | CEP                               | CEF                             |
| ------ | ----------- | ------ | --------------------- | ---------------- | --------------- | ----------------- | -------------- | ----------------------- | ------------------- | -- | -------------------- | --------------------------------- | ------------------------------- |
| 64008  | Terrebonne  | Ciudad | 27.06.2001            | 158,44           | 4,35            | 154,09            | 110 285        | Terrebonnien, ne        | 715,7               | D  | 16                   | L’Assomption, Masson, Terrebonne  | Terrebonne-Blainville           |
| 64015  | Mascouche   | Ciudad | 01.07.1855            | 107,61           | 0,74            | 106,87            | 45 564         | Mascouchois, e          | 426,3               | D  | 8                    | Masson                            | Montcalm                        |
| 640    | Les Moulins | MRC    | 01.01.1982            | 266,05           | 5,09            | 260,96            | 155 849        | .                       | 597,2               | -  | -                    | L’Assomption, Masson y Terrebonne | Montcalm, Terrebonne-Blainville |

DT división territorial, D distritos, S sin división; CEP circunscripción electoral provincial, CEF circunscripción electoral federal 